# Al-Kamil wa-al-Wafi
Al-Kamil wa-al-Wafi (arab. ‏الكامل والوافي‎) – miasto w Omanie, w Prowincji Południowo-Wschodniej. Według spisu ludności w 2020 roku liczyło ponad 30,8 tys. mieszkańców. Jest częścią wilajetu Al-Kamil wa-al-Wafi, który obejmuje 38,5 tys. mieszkańców.